# Крустпилс
Кру́стпилс (латыш. Krustpils; до 1917 года — Кре́йцбург, нем. Kreutzburg) — историческая часть города Екабпилса в Латвии, расположенная на правом берегу реки Даугавы. До 1962 года являлся отдельным городом и в отличие от левобережной части — собственно Екабпилса — входил в состав другой историко-культурной области — Латгалии.

## История

Герб города Крустпилса

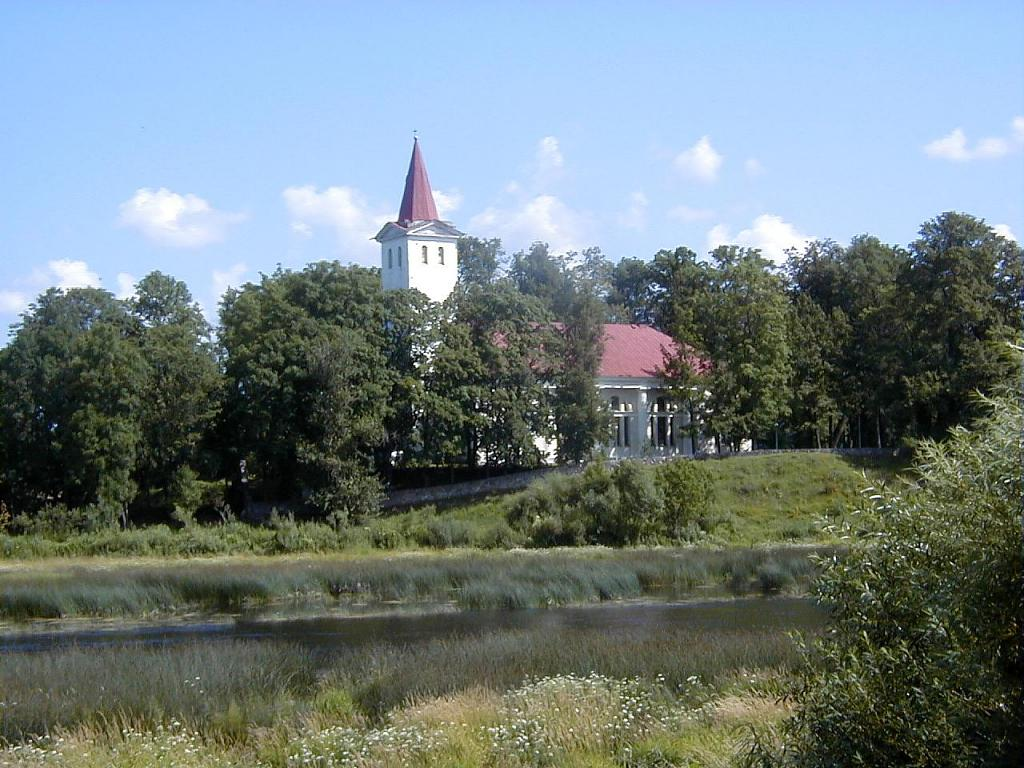
Лютеранская церковь

Крейцбург основан в 1237 году как замок рижского епископа Николая Науэна. Входил в состав Ливонского ордена.
В 1557 году Крейцбург был взят войсками Ивана Грозного. Ливонская война вынудила искать защиты у Великого княжества Литовского и Польского королевства. В 1561 году согласно Виленскому договору вместе с другими укрепленными городами Латгалии Крейцбург становится собственностью короля польского и великого князя литовского. С тех пор замок входил в состав Инфлянтского воеводства Речи Посполитой.
В 1585 году король Стефан Баторий подарил замок с землями вокруг него Николаю Корфу «на феодальном праве». Род Корфов удерживал его в своём владении вплоть до начала XX века.
После этого замок Крейцбург недолгое время входил в состав Швеции. По Оливскому трактату 1660 года был возвращён Речи Посполитой. Осенью 1771 года, завершая военную кампанию против Барской конфедерации, в замке жил русский полководец А. В. Суворов. После первого раздела Речи Посполитой замок вошёл в состав Российской империи.
В непосредственной близости от замка стояла церковь, построенная в 1683—1685 годах, башню которой венчают барочный шлем и фонарь со шпилем над ним. Сейчас на месте древней кирхи стоит новая, построенная в 1818 году в стиле русского ампира, однако старая башня чудом уцелела.
12 (24) сентября 1861 год при пуске Риго-Динабургской железной дороги открыта станция Крейцбург, давшая импульс развитию посада. В 1901 году к станции подошла Московско-Виндавская железная дорога, был построен мост через Двину (разрушен в Первую мировую войну).
После создания Латвийского государства немецкое название посада перевели на латышский язык, и он стал называться Крустпилс, получив несколько позднее права города. Как во время Первой, так и во время Второй мировых войн станция Крустпилс была практически полностью уничтожена. После Первой мировой войны восстановлена в полном объёме. После Второй мировой войны служебные помещения и зал ожидания располагались в общественном здании на пристанционной площади, пока в 1954 году не было построено новое здание.
В первые годы существования Латвийской Республики построены подъездные пути к сахарной и кирпичной фабрикам. В советское время с развитием промышленных зон проложены также пути к заводу стройматериалов, мостостроительной группе, заводу железобетонных конструкций, приёмному пункту зерна и тюрьме.